# Павла Меде Катарина
Павла Меде — Катарина (рођ. Сајовиц; Страхињ, код Накла, 29. јун 1919 — Лукања, код Словенске Бистрице, 8. јануар 1943) била је учесница Народноослободилачке борбе и народни херој Југославије.

## Биографија
Рођена је 29. јуна 1919. године у Страхињу код Накла, у близини Крања, у породици Сајовиц. После основне школе, запослила се у текстилној фабрици Југобруна у Крању. Године 1935. удала се за Рудија Медеа, који је био запослен у фабрици Семперит у Крању, члана Комунистичке партије Југославије (КПЈ) од 1936. године.
Кад је 26. јула 1941. године изнад села Цегелница, код Накла, формирана Прва крањска чета, њој се прикључила и Павла Меде. Њен одлазак у партизане био је наставак њеног револуционарног пута. У чети су Руди и Павла првобитно учествовали у борбама на Сторжичу, а после разбијања Прве крањске чете они су се повукли у Удни Боршт, па одатле, преко Љубљане, у Кримски партизански одред. Ту су се одвојили. Њен супруг, који је у партизанима носио име Грога, отишао је у Долењску, у Други штајерски батаљон, а Павла је остала у Запотоку, у логору у коме су биле и партизанске радионице. Кад се ту, од 22. до 25. јуна 1942. године задржала Друга група одреда, на походу у Штајерску, придружила се Рудију, који је тада у Првом батаљону Савињског одреда био командир чете.
Као партизанка, у батаљону који се првобитно, по свом команданту Ивану Стариху Јанку, звао „Јанков батаљон“, а касније, по Францу Поглајену Крањцу, „Крањчев батаљон“, она је учествовала у походу Друге групе одреда у Штајерску, у свим тешким борбама на Габршкој гори, на Жировском врху, Блегошу и на Јеловици. 10. августа 1942. године, кад се цела група Одреда на Јеловици поделила на двије групе, и кад се „Крањчев батаљон“ нашао у силовитој немачкој офанзиви, он се најприје пробио до подножја Кошуте, а затим преко Кошуте на врх Караванки и даље у словеначку Корушку.
Приликом реорганизације Штајерских партизанских јединица, септембра 1942. године, од језгра „Крањчевог батаљон“ образован је Први батаљон похорског одреда, који је био познат углавном само под именом Похорски батаљон. С тим батаљоном, у коме је Рудолф Меде Грога био привремени командант, Јоже Мених Рајко политкомесар, она је у саставу његове Треће чете отишла, крајем септембра 1942, на Похорје. После реорганизације Похорског батаљона, 3. новембра 1942, кад су се у батаљон укључиле Шалешка, Савињска и Пушка чета, Павла Меде је постављена за командира женског вода. Тада је њен муж Рудолф именован за команданта Похорског батаљона.
У свим борбама Похорског батаљона, у новембру и децембру 1942, Павла Меде се посебно истакла. У бици од 5. новембра, на Мислињском седлу, са женским водом је битно допринела победи партизана. Слично је било и два дана касније, у сукобу Похорског батаљона с немачком полицијом и немачким домобранима на падинама Рогле, близу Острухове жаге. После те две битке, Павла Меде је први пут похваљена у војном извештају Друге групе одреда, 23. новембра 1942. године. У рапорту Главном штабу словеначких партизанских чета, пише: „Батаљон има специјалан женски вод (11 партизанки), који се у свим борбама одлично показао… Водник, другарица Катарина, спада међу најхрабрије партизанке у Штајерској“. Слично је писало, 10. јануара 1943. у извештају штаба Четврте оперативне зоне Главном штабу, где о Павли Меде пише да је била одлична у борби и у раду.
8. јануара 1943. године, Павла Меде погинула у последњем боју Похорског батаљона, на Осанкарици. Њено тело је било међу 65 мртвих партизана, које су Немци пренели с Похорја у Грац, и тамо их сахранили 11. јануара 1943. године.
Указом Президијума Народне скупштине ФНР Југославије 20. децембра 1951. проглашена је за народног хероја.